# Gare de Canton-Nord
La Gare de Canton-Nord, ou Guangzhou North railway station (Chinois: 广州北站) est une gare ferroviaire chinoise, située à Canton, Guangdong, République populaire de Chine, inaugurée en 1908. Elle se trouve dans le district de Huadu, au nord-est de la ville.
La gare est desservie par la LGV Pékin - Canton, ainsi que par la ligne classique Pékin - Canton (ligne Jingguang).
Après l'ouverture de la gare de Canton-Sud (Guangzhou South Railway Station), une autre gare plus proche du centre-ville, la gare de Canton-Nord a considérablement perdu de son importance. En 2020, peu de trains de la ligne Pékin-Canton s'y arrêtent.